# Województwo wielkopolskie
Województwo wielkopolskie – województwo utworzone w 1999 w środkowo-zachodniej Polsce, na Pojezierzu Wielkopolskim i Nizinie Południowowielkopolskiej, w dorzeczu środkowej Warty; dzieli się na 4 miasta na prawach powiatu, 31 powiatów i 226 gmin, które zamieszkuje około 3,48 mln osób (30 czerwca 2024); siedzibą wojewody i władz samorządu województwa jest Poznań.
Województwo wielkopolskie zajmuje drugie miejsce w kraju pod względem powierzchni i trzecie pod względem liczby ludności.
Na obszarze województwa leży aglomeracja kalisko-ostrowska i aglomeracja poznańska oraz Kaliski Okręg Przemysłowy, Konińskie Zagłębie Węgla Brunatnego i Poznański Okręg Przemysłowy.

## Historia

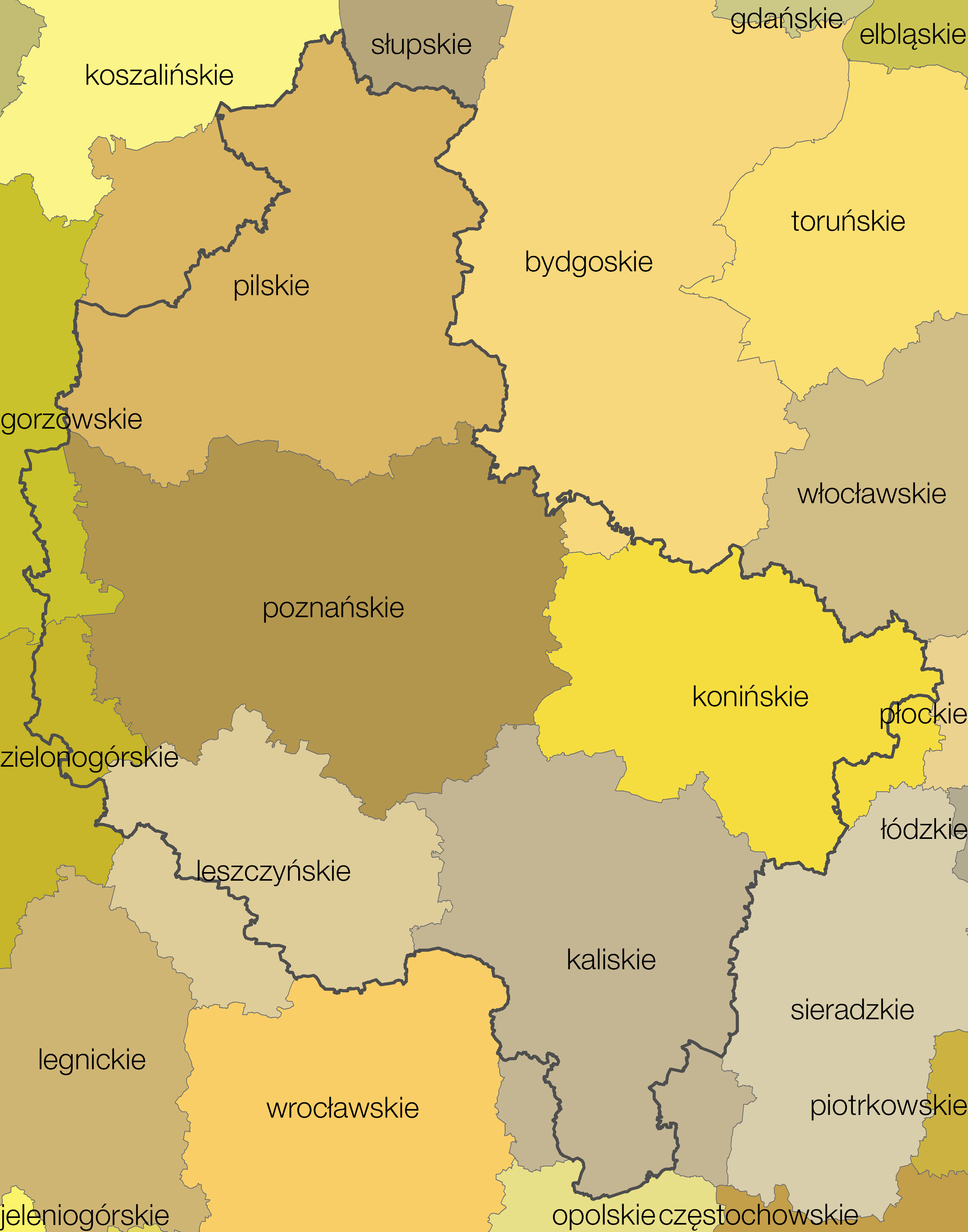
Województwa z lat 1975–1998 z granicą obecnego województwa wielkopolskiego

Województwo wielkopolskie utworzono 1 stycznia 1999 z województw poprzedniego podziału administracyjnego:
- poznańskiego (w całości)
- konińskiego (oprócz gmin Uniejów, Grabów i Świnice Warckie)

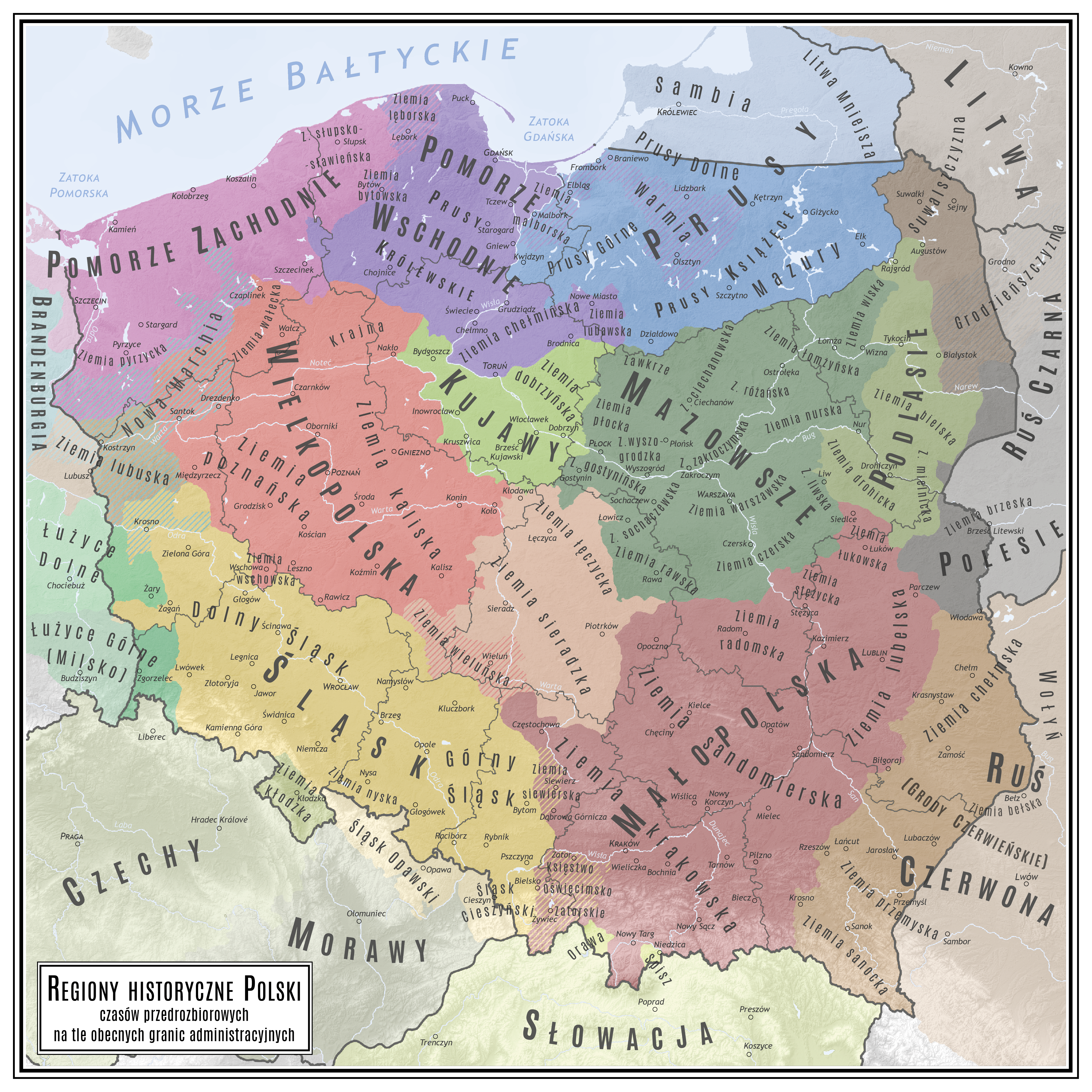
Krainy historyczne w województwie wielkopolskim i w Polsce na tle współczesnych granic administracyjnych

- Krainy historyczne w województwie wielkopolskim i w Polsce na tle współczesnych granic administracyjnychpilskiego (oprócz gmin powiatu wałeckiego)
- leszczyńskiego (oprócz gmin powiatów górowskiego i wschowskiego)
- kaliskiego (oprócz gmin powiatów wieruszowskiego oraz gmin Dziadowa Kłoda, Międzybórz i Syców)
- zielonogórskiego (tylko gminy Wolsztyn, Siedlec i Zbąszyń)
- gorzowskiego (tylko gminy Międzychód i Miedzichowo)
- bydgoskiego (tylko gmina Trzemeszno).

## Geografia

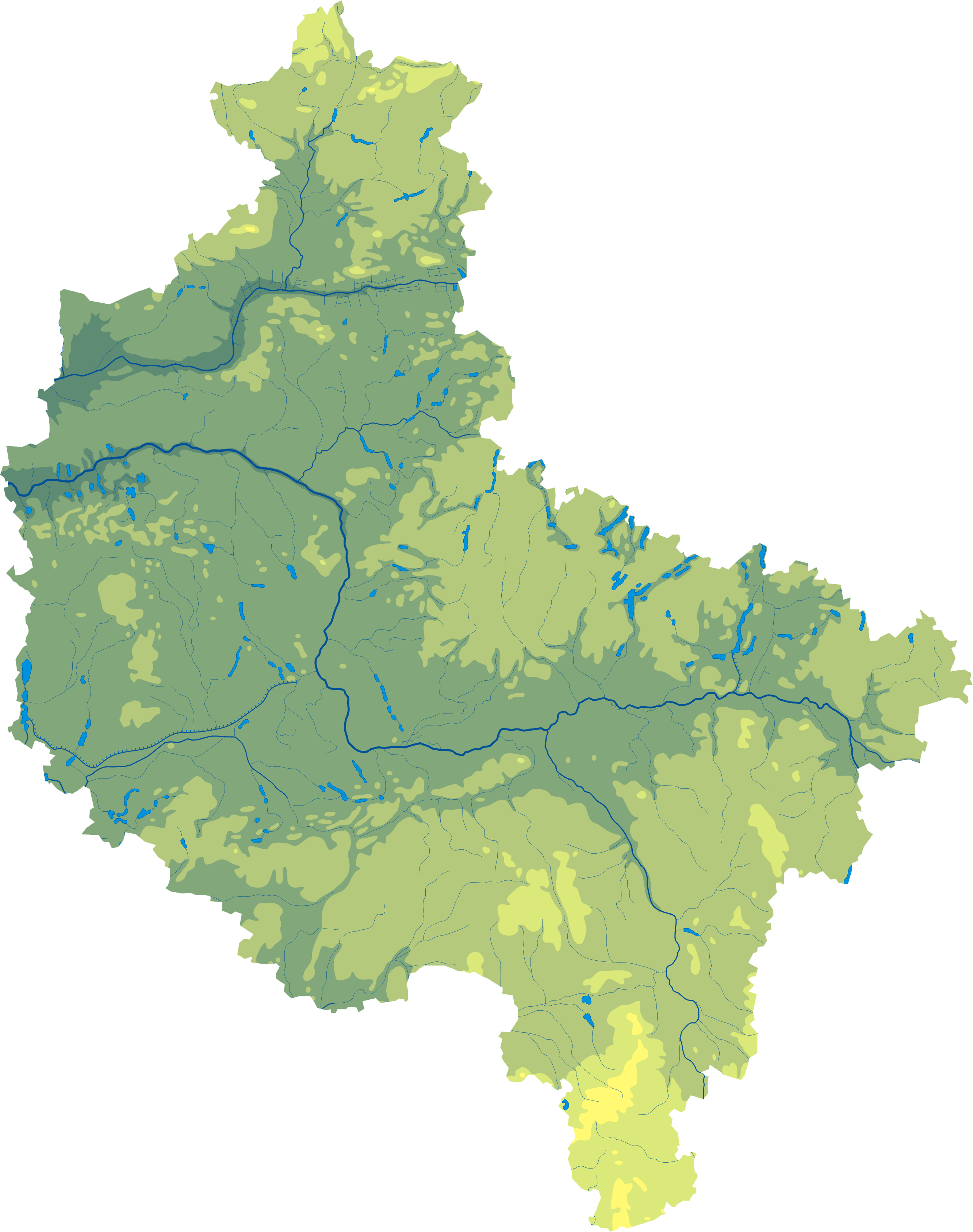
Mapa fizyczna województwa

Według danych z 1 stycznia 2014 r. powierzchnia województwa wynosiła 29 826,50 km², co stanowi 9,5% powierzchni Polski. Wielkopolskie jest drugim co do powierzchni województwem w Polsce (po woj. mazowieckim).

### Położenie administracyjne
Województwo jest położone w środkowo-zachodniej Polsce i graniczy z województwami:
- dolnośląskim na długości 223,58 km na południu
- kujawsko-pomorskim na długości 404,09 km na północnym wschodzie
- lubuskim na długości 285,77 km na zachodzie
- łódzkim na długości 282,46 km na wschodzie
- opolskim na długości 48,28 km na południu
- pomorskim na długości 63,37 km na północy
- zachodniopomorskim na długości 196,31 km na północy

### Położenie historyczne
Województwa wielkopolskiego nie można jednoznacznie utożsamiać z historyczną Wielkopolską, gdyż obecnie nie należą do niego m.in.:
- Kargowa, Babimost, Zbąszynek, Międzyrzecz, Drezdenko i Skwierzyna (województwo lubuskie)
- ziemia santocka (województwo lubuskie)
- ziemia wschowska (obecnie województwo lubuskie)
- wschodnia część Krajny, czyli m.in. Nakło nad Notecią i Sępólno Krajeńskie (województwo kujawsko-pomorskie)
- wschodnia część Pałuk, czyli m.in. Żnin, Szubin i Janowiec Wielkopolski (województwo kujawsko-pomorskie)
- Mogilno (województwo kujawsko-pomorskie)
- tereny powiatu wałeckiego, ziemia człopiańska, ziemia wałecka (województwo zachodniopomorskie).

W skład województwa wchodzą natomiast m.in.:
- Turek i Dobra (historycznie należące do ziemi sieradzkiej)
- Kępno i Ostrzeszów (historycznie należące do ziemi wieluńskiej)
- Kłodawa i Dąbie (historycznie w ziemi łęczyckiej)
- Przedecz, Brdów, Babiak i Sompolno (historycznie na Kujawach)
- Okonek (Pomorze Tylne)
- północne i północno-wschodnie skrawki Dolnego Śląska, tj. zachodnia część powiatu kępińskiego, gminy: Rychtal, Perzów, Bralin i Sośnie, a także zachodnia część gminy Kobyla Góra.

### Geomorfologia
Rzeźba terenu województwa wielkopolskiego, warunki geologiczne i glebowe zostały ukształtowane przez dwa zlodowacenia:
- przez zlodowacenie bałtyckie w części północnej i środkowej, gdzie teren jest nizinny, występują licznie jeziora Pojezierza Pomorskiego, Poznańskiego i Gnieźnieńskiego,
- przez zlodowacenie środkowopolskie w części południowej, gdzie występuje mniej urozmaicona rzeźba oraz brak jezior.

### Topografia
W wymiarze północ-południe województwo rozciąga się na długości 284 km, to jest 2°33′08″. W wymiarze wschód-zachód rozpiętość województwa wynosi 228 km, co w mierze kątowej daje 3°19′44″.
Współrzędne geograficzne skrajnych punktów:
- północny: 53°39′21″ szer. geogr. N – pn.-wsch. narożnik działki ewidencyjnej nr 8095 (powiat złotowski),
- południowy: 51°06′13″ szer. geogr. N – pd. narożnik działki ewidencyjnej nr 17/3 (powiat kępiński),
- zachodni: 15°46′34″ dług. geogr. E – nurt Warty w zach. narożniku działki ewidencyjnej nr 61 (powiat międzychodzki),
- wschodni: 19°06′18″ dług. geogr. E – pd.-wsch. narożnik działki ewidencyjnej nr 244 (powiat kolski).

Najwyższym punktem jest wierzchołek Kobylej Góry – 284 m n.p.m.

### Stosunki wodne

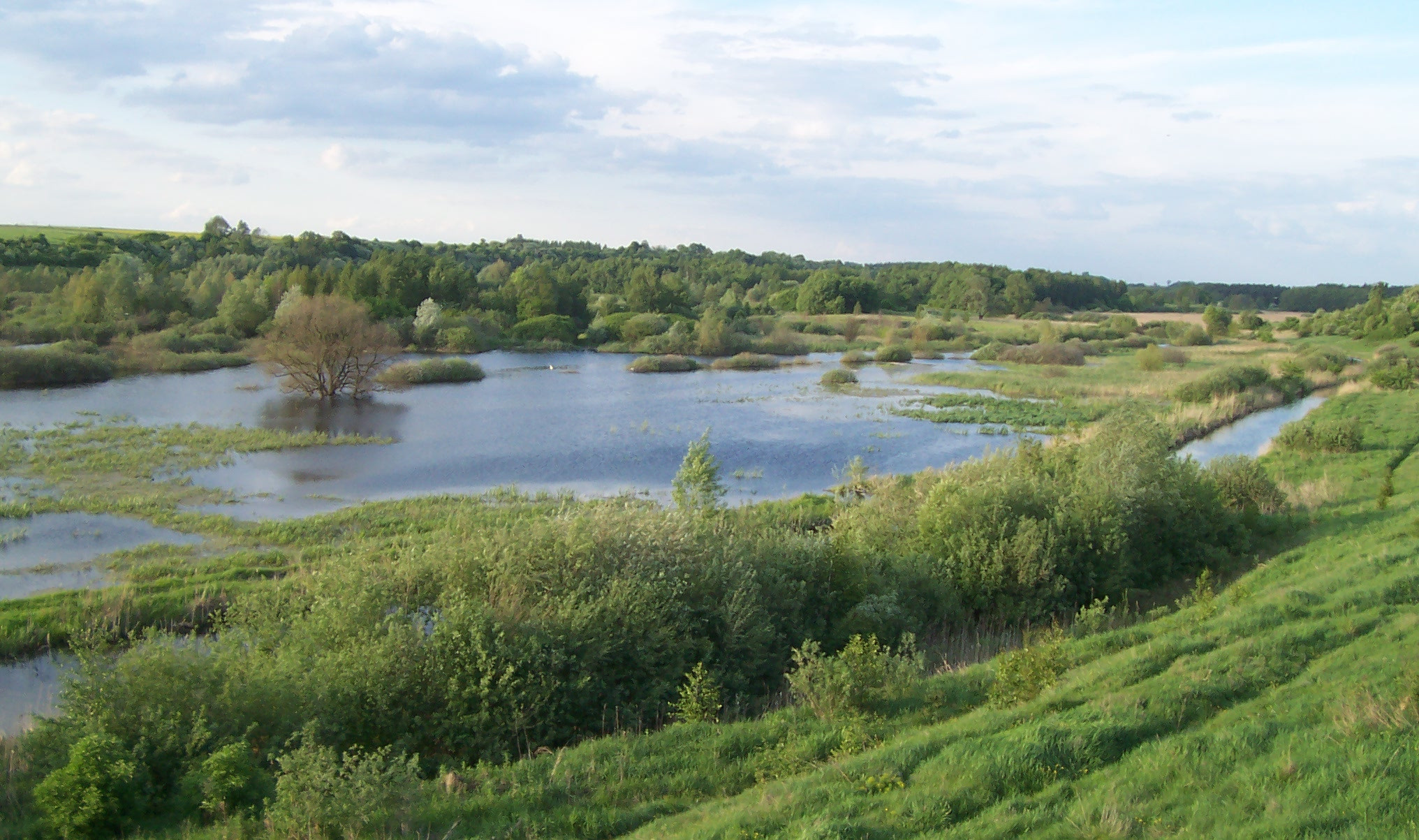
Pojezierze Wielkopolskie

Region wielkopolski leży w obrębie dorzecza Odry, przy czym 88% jego powierzchni odwadnia system cieków dorzecza Warty, a pozostałe 12% jest odwadniane przez systemy cieków Baryczy, Krzyckiego Rowu i Obrzycy. Jakość wód rzecznych jest w większości pozaklasowa, ale ich stan ulega stopniowej poprawie.
Na pojezierzach w części północnej i środkowej regionu występuje ok. 800 jezior, w tym 58% o powierzchni do 10 ha i 8% o powierzchni powyżej 100 ha. Największym jeziorem jest Jezioro Powidzkie – 10,36 km² wchodzące w skład Pojezierza Gnieźnieńskiego.

### Klimat
Wielkopolska należy do najcieplejszych i najbardziej suchych regionów w Polsce. Przeważają polarno-morskie masy powietrza, co sprawia, że lata są chłodniejsze, a zimy łagodniejsze niż we wschodniej bardziej kontynentalnej części kraju. Dominują wiatry zachodnie o prędkości od 2,5 do 3,5 m/s.
Średnie roczne ciśnienie atmosferyczne w regionie wynosi około 1005 hPa; średnia roczna temperatura wynosi około 8,2 °C, ku północy spada do około 7,6 °C, a na krańcach południowych i zachodnich osiąga około 8,5 °C. Ekstremalne wartości temperatur w Wielkopolsce wynoszą od +38 °C w okresie letnim do −30 °C w okresie zimowym. Niższe temperatury występują w siedliskach położonych w dolinach rzek, szczególnie na obszarach łąkowych i polach uprawnych w wyniku m.in. zwiększonej ewapotranspiracji.
Okres wegetacyjny należy do najdłuższych w Polsce, jego początek przypadający na około 28 marca rozpoczyna się w zachodniej Wielkopolsce. Na Nizinie Południowowielkopolskiej wynosi około 228 dni, a na krańcach północnych około 216 dni.
Roczna suma opadów waha się od 500 do 550 mm. Cechuje je nieregularność oraz nierównomierność w ciągu roku oraz wyraźny deficyt opadów występujący we wschodniej Wielkopolsce. Charakterystyczne dla klimatu Wielkopolski jest częste, lecz nieregularne występowanie okresów bezopadowych, wywierające negatywny wpływ na rozwój roślin. Średnia zalegania pokrywy śnieżnej wynosi 51–57 dni.
Średnia wilgotność względna powietrza w Wielkopolsce wynosi 78%; największe niedosyty występują m.in. w środowisku miejskim.

### Bogactwa naturalne
Głównymi mineralnymi surowcami energetycznymi Wielkopolski są węgiel brunatny, gaz ziemny, ropa naftowa i torf.

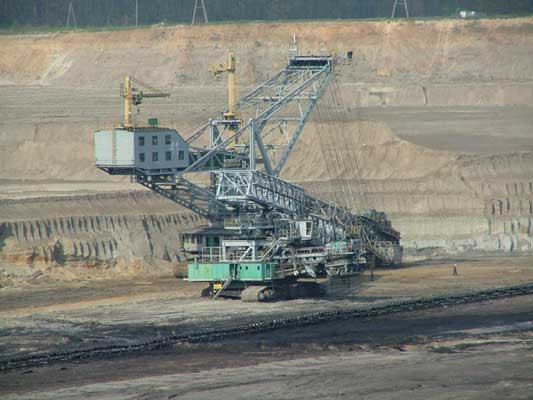
Kopalnia Węgla Brunatnego „Konin”

Złoża węgla brunatnego eksploatuje się w Konińskim Zagłębiu Węgla Brunatnego (KWB „Konin” i KWB „Adamów”), są bazą dla przemysłu energetycznego (Zespół Elektrowni Pątnów-Adamów-Konin opalanej węglem brunatnym produkuje ponad 10% krajowej energii elektrycznej). Znaczne są też ilości złóż torfu, oblicza się, że jest ich 886 tys. ha o średniej miąższości 1,5 m. Odkryto złoża tego surowca o znaczeniu leczniczym – borowiny w Błażejewie, Ławicy i Mechnaczu. Ponadto bardzo duże pokłady węgla brunatnego zostały odkryte w okolicach Kościana. Jednak nie są one obecnie eksploatowane i prawdopodobnie ze względu na kosztowne przystosowanie tych terenów do budowy kopalni i konieczności przesiedlenia tysięcy ludzi nigdy nie będą.
Intensywnie eksploatuje się sól kamienną w kopalni soli w Kłodawie (około 20% krajowej produkcji). W Wapnie eksploatuje się bogate złoża gipsu.

### Gleby
Przeważają gleby bielicowe i rdzawe stanowiące 60% powierzchni oraz płowe i brunatne – 20%, pozostałe to głównie gleby obszarów podmokłych (opadowo-glejowe, glejobielicowe, murszowo-torfowe, mady rzeczne).

### Lasy
Według danych z 31 grudnia 2012 w woj. wielkopolskim lasy obejmowały powierzchnię 766,2 tys. ha, co stanowiło 25,7% jego powierzchni. 5,0 tys. ha lasów znajdowało się w obrębie parków narodowych.

## Demografia
Według danych z 30 czerwca 2024 r. województwo wielkopolskie miało 3 484 177 mieszkańców, co stanowiło 9,3% ludności Polski. Wielkopolskie jest trzecim województwem pod względem liczby ludności w Polsce.

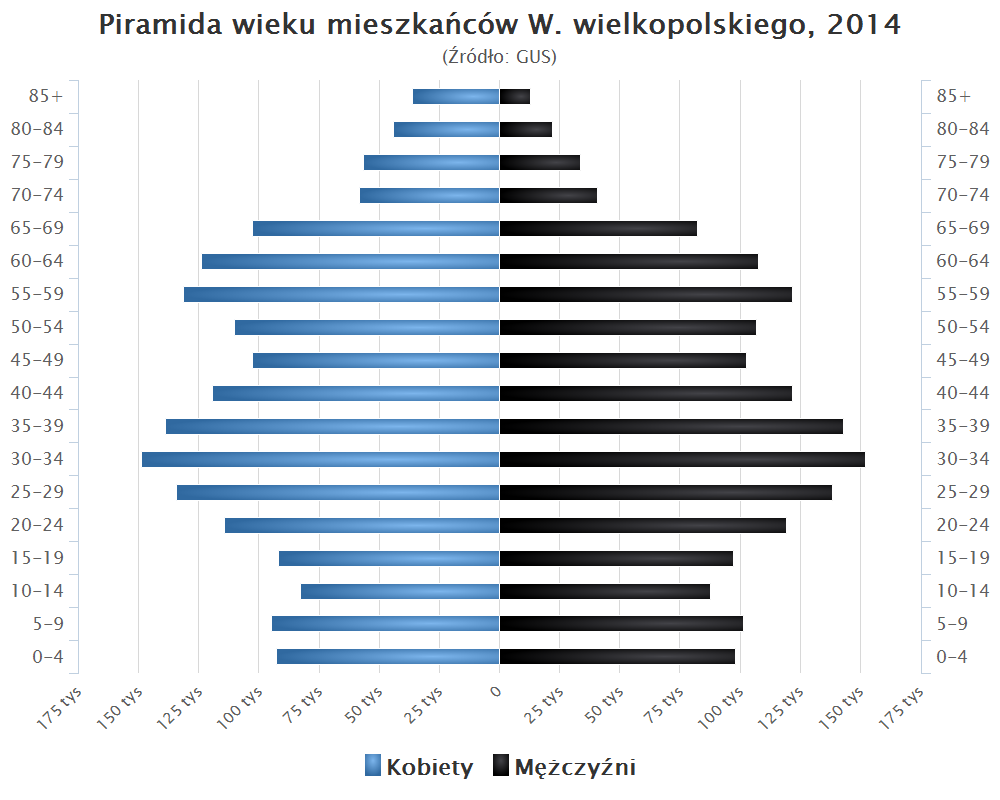
Piramida wieku mieszkańców w. wielkopolskiego 30 czerwca 2024 roku

Dane z 30 czerwca 2024 r.:
| Opis                              | Ogółem        | Ogółem        | Kobiety       | Kobiety       | Mężczyźni     | Mężczyźni     |
| --------------------------------- | ------------- | ------------- | ------------- | ------------- | ------------- | ------------- |
| jednostka                         | osób          | %             | osób          | %             | osób          | %             |
| populacja                         | 3 484 177     | 100           | 1 792 021     | 51            | 1 692 156     | 49            |
| powierzchnia                      | 29 826,51 km² | 29 826,51 km² | 29 826,51 km² | 29 826,51 km² | 29 826,51 km² | 29 826,51 km² |
| gęstość zaludnienia (mieszk./km²) | 117           | 117           | 60            | 60            | 57            | 57            |

## Podział administracyjny
| Herb | Miasto na prawach powiatu | Ludność (30 czerwca 2024) | Powierzchnia [km²] | Gęstość zaludnienia [os./km²] | Wydatki budżetu 2018 [mln zł] | Dochody budżetu 2018 [mln zł] | Zadłużenie samorządu względem dochodów 2018 [%] | Przeciętna stopa bezrobocia (1 stycznia 2018) |
| ---- | ------------------------- | ------------------------- | ------------------ | ----------------------------- | ----------------------------- | ----------------------------- | ----------------------------------------------- | --------------------------------------------- |
|      | Kalisz                    | 92.533                    | 69,42              | 1333                          | 666,096                       | 596,705                       | 31,55%                                          | 3,2%                                          |
|      | Konin                     | 66.606                    | 82,20              | 810                           | 561,101                       | 537,521                       | 23,52%                                          | 8,0%                                          |
|      | Leszno                    | 59.840                    | 31,9               | 1876                          | 457,197                       | 422,382                       | 39,52%                                          | 4,1%                                          |
|      | Poznań                    | 536.818                   | 261,85             | 2050                          | 3 775,364                     | 3 598,878                     | 29,90%                                          | 1,5%                                          |

| Herb | Powiat                  | Siedziba powiatu      | Ludność (30 czerwca 2024) | Powierzchnia [km²] | Gęst. zaludnienia [os./km²] | Urbanizacja [%] | Wydatki budżetu 2018 [mln zł] | Dochody budżetu 2018 [mln zł] | Zadłużenie samorządu względem dochodów 2018 [%] | Przeciętna stopa bezrobocia (1 stycznia 2018) |
| ---- | ----------------------- | --------------------- | ------------------------- | ------------------ | --------------------------- | --------------- | ----------------------------- | ----------------------------- | ----------------------------------------------- | --------------------------------------------- |
|      | chodzieski              | Chodzież              | 45.051                    | 680,58             | 66                          | 58,5            | 53,152                        | 52,875                        | 19,18%                                          | 7,8%                                          |
|      | czarnkowsko-trzcianecki | Czarnków, Trzcianka   | 83.182                    | 1808,19            | 46                          | 46,4            | 105,089                       | 92,874                        | 13,11%                                          | 5,2%                                          |
|      | gnieźnieński            | Gniezno               | 140.979                   | 1254,34            | 112                         | 63,9            | 196,345                       | 148,821                       | 14,81%                                          | 6,4%                                          |
|      | gostyński               | Gostyń                | 73.223                    | 810,34             | 90                          | 42              | 84,419                        | 82,536                        | 34,87%                                          | 6,2%                                          |
|      | grodziski               | Grodzisk Wielkopolski | 51.489                    | 643,72             | 80                          | 38              | 48,111                        | 42,581                        | 32,00%                                          | 4,5%                                          |
|      | jarociński              | Jarocin               | 69.624                    | 587,7              | 118                         | 39,65           | 96,039                        | 79,215                        | 16,36%                                          | 5,2%                                          |
|      | kaliski                 | Kalisz                | 82.052                    | 1160,02            | 71                          | 1,9             | 97,904                        | 80,973                        | 7,71%                                           | 2,9%                                          |
|      | kępiński                | Kępno                 | 55.792                    | 600,39             | 93                          | 26,3            | 69,310                        | 64,863                        | 34,31%                                          | 2,0%                                          |
|      | kolski                  | Koło                  | 81.197                    | 1011,03            | 80                          | 37,9            | 97,379                        | 88,055                        | 6,84%                                           | 6,6%                                          |
|      | koniński                | Konin                 | 128.650                   | 1578,71            | 81                          | 14,1            | 117,237                       | 107,199                       | 16,04%                                          | 11,3%                                         |
|      | kościański              | Kościan               | 77.031                    | 722,53             | 107                         | 46,5            | 99,392                        | 92,692                        | 26,98%                                          | 3,8%                                          |
|      | krotoszyński            | Krotoszyn             | 74.709                    | 714,23             | 105                         | 60,2            | 119,622                       | 97,243                        | 30,59%                                          | 4,2%                                          |
|      | leszczyński             | Leszno                | 60.254                    | 804,65             | 75                          | 9,3             | 87,996                        | 78,797                        | –                                               | 3,4%                                          |
|      | międzychodzki           | Międzychód            | 35.540                    | 736,66             | 48                          | 46,4            | 55,688                        | 52,350                        | 4,58%                                           | 5,0%                                          |
|      | nowotomyski             | Nowy Tomyśl           | 75.150                    | 1011,67            | 74                          | 47,3            | 83,500                        | 68,211                        | 18,29%                                          | 2,5%                                          |
|      | obornicki               | Oborniki              | 58.730                    | 712,65             | 82                          | 50,8            | 58,669                        | 53,948                        | 25,34%                                          | 4,0%                                          |
|      | ostrowski               | Ostrów Wielkopolski   | 158.154                   | 1160,65            | 136                         | 53              | 182,392                       | 172,514                       | 31,16%                                          | 3,3%                                          |
|      | ostrzeszowski           | Ostrzeszów            | 54.494                    | 772,37             | 71                          | 33,1            | 67,259                        | 66,464                        | 4,73%                                           | 4,9%                                          |
|      | pilski                  | Piła                  | 130.059                   | 1267,10            | 103                         | 65,1            | 169,853                       | 159,833                       | 28,36%                                          | 5,3%                                          |
|      | pleszewski              | Pleszew               | 61.082                    | 711,91             | 86                          | 28,2            | 83,535                        | 82,435                        | 47,98%                                          | 3,9%                                          |
|      | poznański               | Poznań                | 451.991                   | 1899,61            | 238                         | 40,1            | 424,510                       | 376,260                       | 5,64%                                           | 1,8%                                          |
|      | rawicki                 | Rawicz                | 58.495                    | 553,23             | 106                         | 48,6            | 61,971                        | 60,708                        | 12,77%                                          | 4,9%                                          |
|      | słupecki                | Słupca                | 57.108                    | 837,91             | 68                          | 28,9            | 84,891                        | 70,017                        | 23,49%                                          | 8,8%                                          |
|      | szamotulski             | Szamotuły             | 91.677                    | 1119,55            | 82                          | 48,4            | 95,029                        | 84,444                        | 18,10%                                          | 4,0%                                          |
|      | średzki                 | Środa Wielkopolska    | 60.049                    | 623,18             | 96                          | 35,3            | 86,575                        | 76,119                        | 36,29%                                          | 6,7%                                          |
|      | śremski                 | Śrem                  | 61.018                    | 574,41             | 106                         | 57,6            | 172,586                       | 67,142                        | 16,15%                                          | 2,6%                                          |
|      | turecki                 | Turek                 | 80.795                    | 929,4              | 87                          | 40              | 104,696                       | 97,394                        | 5,13%                                           | 4,7%                                          |
|      | wągrowiecki             | Wągrowiec             | 68.897                    | 1040,8             | 66                          | 47,2            | 111,466                       | 87,362                        | 16,73%                                          | 6,9%                                          |
|      | wolsztyński             | Wolsztyn              | 56.584                    | 680,03             | 83                          | 24,1            | 68,845                        | 63,385                        | 25,63%                                          | 1,8%                                          |
|      | wrzesiński              | Września              | 78.261                    | 704,19             | 111                         | 52,4            | 131,235                       | 102,311                       | 6,59%                                           | 4,1%                                          |
|      | złotowski               | Złotów                | 67.063                    | 1660,91            | 40                          | 49,9            | 70,234                        | 71,534                        | 26,74%                                          | 8,6%                                          |

## Administracja i polityka

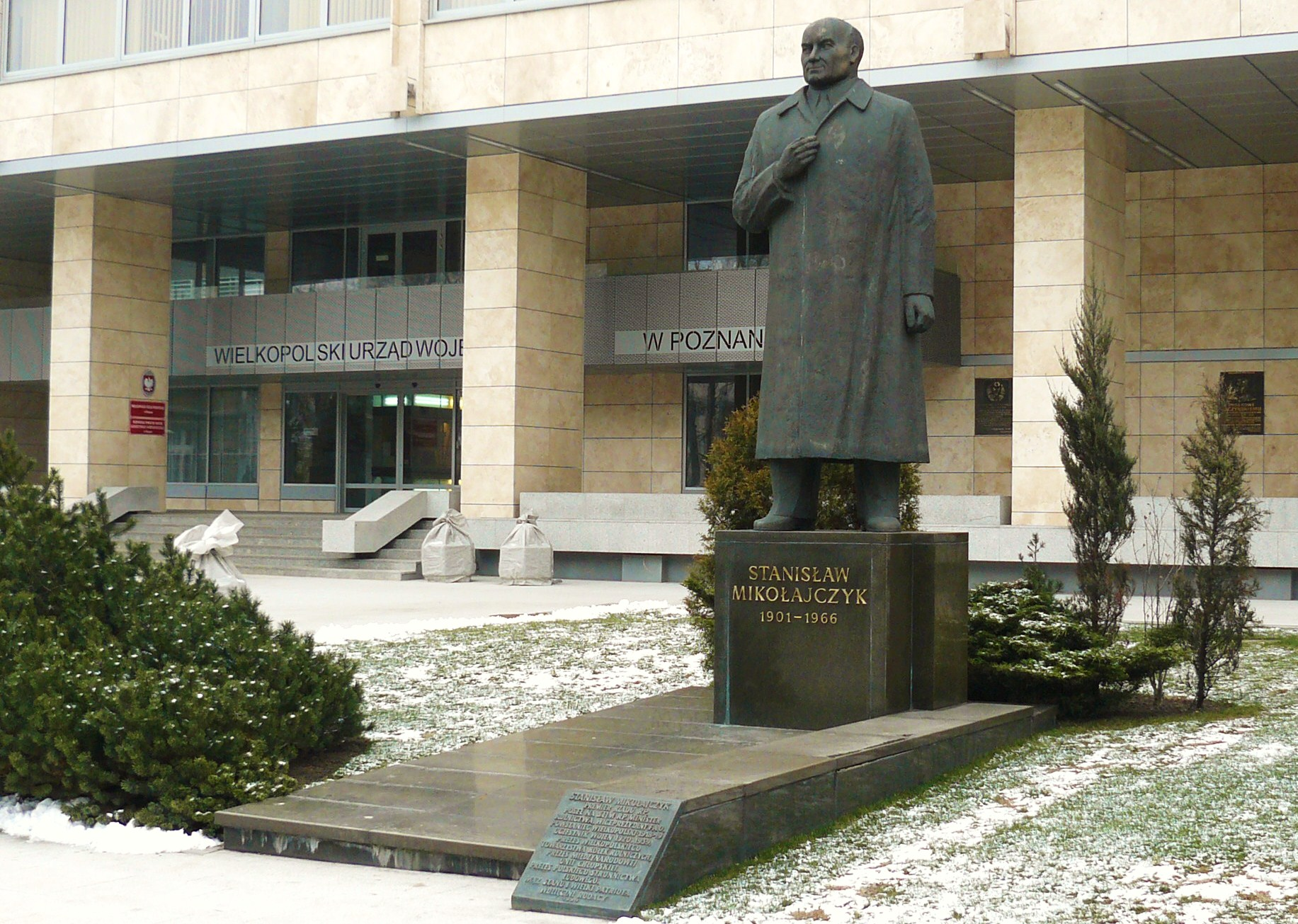
Wejście do Wielkopolskiego Urzędu Wojewódzkiego w Poznaniu

### Samorząd wojewódzki
Organem stanowiącym samorządu jest Sejmik Województwa Wielkopolskiego, składający się z 39 radnych. Siedzibą sejmiku województwa jest Poznań.
Sejmik wybiera organ wykonawczy samorządu, którym jest zarząd województwa, składający się z 5 członków z przewodniczącym mu marszałkiem.
W 2012 r. przeciętne zatrudnienie administracji samorządu wojewódzkiego wynosiło 1816 osób.
| Komitet Wyborczy                              | Liczba radnych |
| --------------------------------------------- | -------------- |
| KKW Platforma Nowoczesna Koalicja Obywatelska | 15/39          |
| KW Prawo i Sprawiedliwość                     | 13/39          |
| KW Polskie Stronnictwo Ludowe                 | 7/39           |
| KKW SLD Lewica Razem                          | 3/39           |
| KWW Bezpartyjni Samorządowcy                  | 1/39           |

### Administracja państwowa
W 2012 r. przeciętne zatrudnienie administracji państwowej w województwie wynosiło 11 488 osób.
Organem administracji rządowej jest Wojewoda Wielkopolski, wyznaczany przez Prezesa Rady Ministrów. Siedzibą wojewody jest Poznań, gdzie znajduje się Wielkopolski Urząd Wojewódzki w Poznaniu. W ramach urzędu działają także 4 delegatury: w Kaliszu, Koninie, Lesznie i Pile.
Delegatury urzędu wojewódzkiego obejmują swoim zasięgiem działania:
- delegatura w Kaliszu powiaty: jarociński, kaliski, kępiński, krotoszyński, ostrowski, ostrzeszowski, pleszewski i miasto Kalisz;
- delegatura w Koninie powiaty: kolski, koniński, słupecki, turecki i miasto Konin;
- delegatura w Lesznie powiaty: gostyński, grodziski, kościański, leszczyński, rawicki, wolsztyński i miasto Leszno;
- delegatura w Pile powiaty: chodzieski, czarnkowsko-trzcianecki, pilski, wągrowiecki i złotowski.

## Ochrona przyrody
Stan na rok 2005:

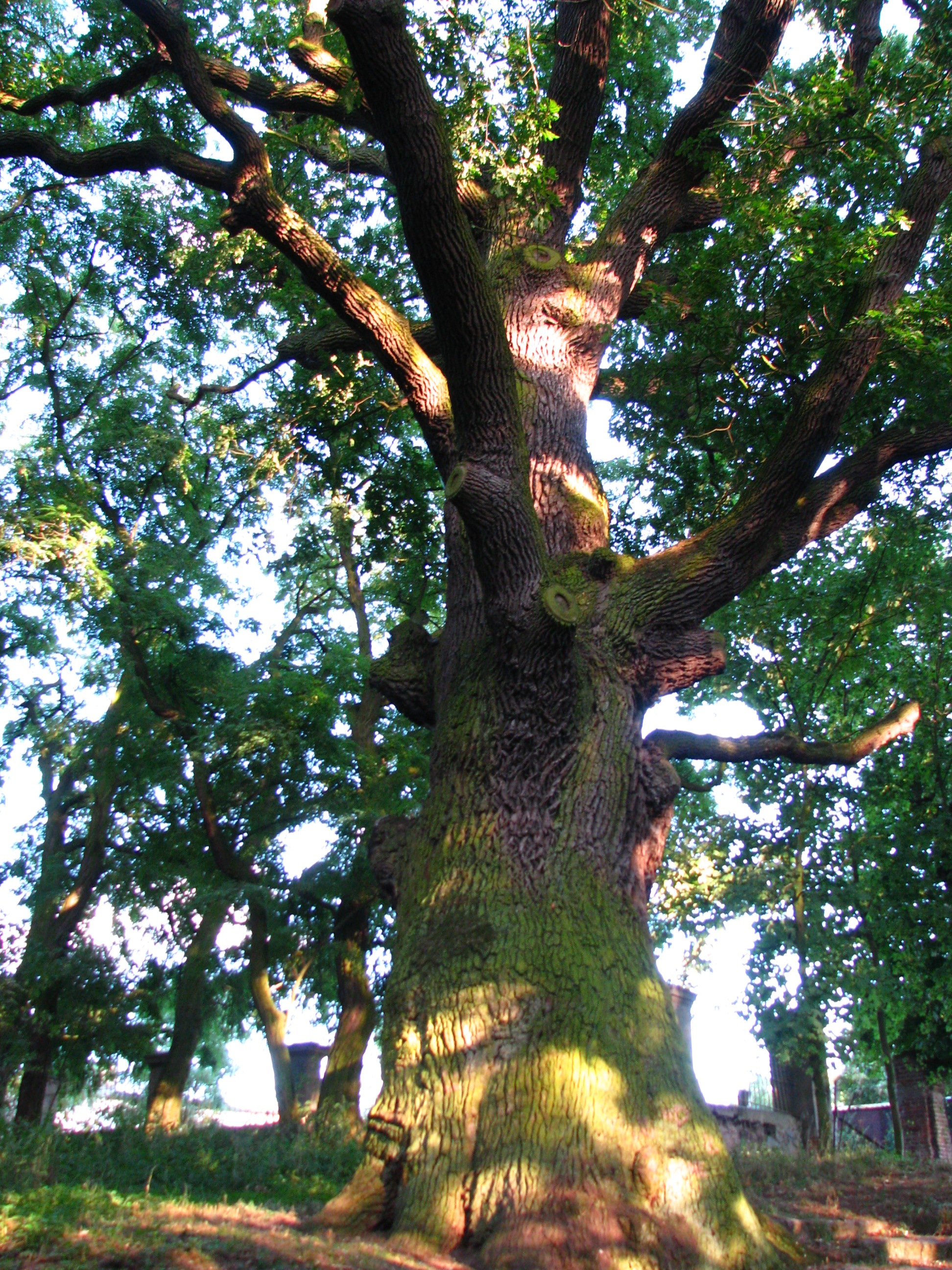
Pomnik przyrody – Dąb Sokół w Giewartowie

- 1 park narodowy (Wielkopolski Park Narodowy) oraz fragment Drawieńskiego Parku Narodowego,
- 12 parków krajobrazowych w tym 3 transgraniczne o łącznej powierzchni 174 569,88 ha, są to: Park Lednicki, Sierakowski, Pszczewski, Przemęcki, Powidzki, Puszcza Zielonka, Rogaliński, Promno, im. gen. Dezyderego Chłapowskiego, Żerkowsko-Czeszewski, Nadwarciański, Dolina Baryczy,
- 96 rezerwatów przyrody o łącznej powierzchni 5632 ha,

- 32 obszary chronionego krajobrazu (906 289 ha),
- 88 użytków ekologicznych,
- 48 obszarów wytypowanych do ochrony w Sieci Natura 2000,
- 3601 pomników przyrody.

Powierzchnia obszarów prawnie chronionych: 932,6 tys. ha (9,0% prawnie chronionej powierzchni kraju)

w tym
obszary chronionego krajobrazu – 78,9%,
parki krajobrazowe – 18,5%,
parki narodowe – 0,9%,
rezerwaty przyrody – 0,6%.

## Gospodarka

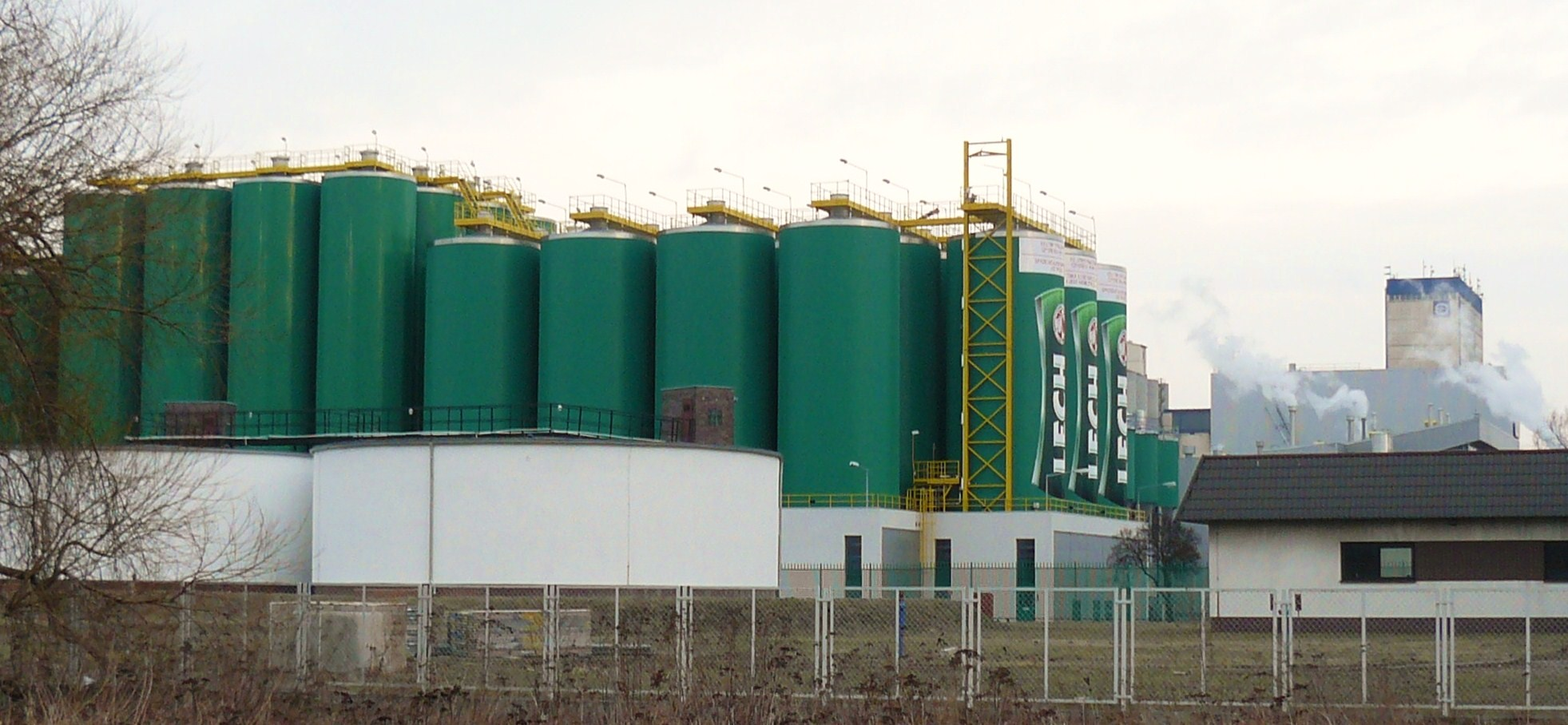
Lech Browary Wielkopolski

W 2012 r. produkt krajowy brutto woj. wielkopolskiego wynosił 154,2 mld zł, co stanowiło 9,5% PKB Polski. Produkt krajowy brutto na 1 mieszkańca wynosił 44,6 tys. zł (106,3% średniej krajowej), co plasowało wielkopolskie na 3. miejscu względem innych województw.
Przeciętne miesięczne wynagrodzenie mieszkańca woj. wielkopolskiego w 3. kwartale 2011 r. wynosiło 3353,16 zł, co lokowało je na 6. miejscu względem wszystkich województw.
W końcu marca 2012 liczba zarejestrowanych bezrobotnych w województwie obejmowała ok. 148,6 tys. mieszkańców, co stanowi stopę bezrobocia na poziomie 10,0% do aktywnych zawodowo.
Według danych z 2013 r. 8,5% mieszkańców w gospodarstwach domowych woj. wielkopolskiego miało wydatki poniżej granicy ubóstwa skrajnego (tzn. znajdowało się poniżej minimum egzystencji).
W 2010 r. produkcja sprzedana przemysłu w woj. wielkopolskim wynosiła 103,8 mld zł, co stanowiło 10,5% produkcji przemysłu Polski. Sprzedaż produkcji budowlano-montażowej w wielkopolskim wynosiła 15,2 mld zł, co stanowiło 9,5% sprzedaży Polski.
Budżet województwa wielkopolskiego w 2013 r. zamknął się dochodami w wysokości 1170 mln zł oraz wydatkami w wysokości 1385 mln zł. Zadłużenie samorządu na koniec 2013 r. wyniosło 441,0 mln zł, co stanowiło 37,67% wysokości dochodów województwa.
| Działalność i miejsce pracy                                                     | Liczba pracujących [tys.] | Ilość pracujących |
| ------------------------------------------------------------------------------- | ------------------------- | ----------------- |
| Rolnictwo, leśnictwo, łowiectwo i rybactwo                                      | 212,8                     | 15,67%            |
| Przemysł                                                                        | 332,8                     | 24,51%            |
| Budownictwo                                                                     | 91,7                      | 6,75%             |
| Handel; naprawa pojazdów samochodowych                                          | 226,8                     | 16,70%            |
| Transport i gospodarka magazynowa                                               | 75,4                      | 5,55%             |
| Zakwaterowanie i gastronomia                                                    | 21,1                      | 1,55%             |
| Informacja i komunikacja                                                        | 21,5                      | 1,58%             |
| Działalność finansowa i ubezpieczeniowa                                         | 27,3                      | 2,01%             |
| Obsługa rynku nieruchomości                                                     | 16,0                      | 1,18%             |
| Działalność profesjonalna, naukowa i techniczna                                 | 48,4                      | 3,57%             |
| Administrowanie i działalność wspierająca                                       | 40,1                      | 2,95%             |
| Administracja publiczna i obrona narodowa; obowiązkowe zabezpieczenia społeczne | 48,3                      | 3,56%             |
| Edukacja                                                                        | 101,7                     | 7,49%             |
| Opieka zdrowotna i pomoc społeczna                                              | 63,5                      | 4,67%             |
| Działalność związana z kulturą, rozrywką i rekreacją                            | 11,0                      | 0,81%             |
| Pozostała działalność usługowa                                                  | 19,4                      | 1,43%             |
| Ogółem (Σ)                                                                      | 1358,0                    | 100%              |

## Transport

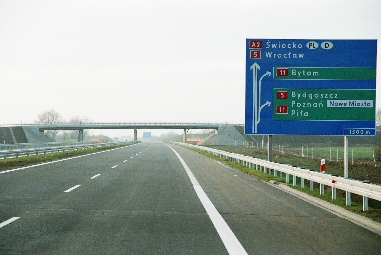
Autostrada A2 – węzeł „Krzesiny” (Poznań-Nowe Miasto)

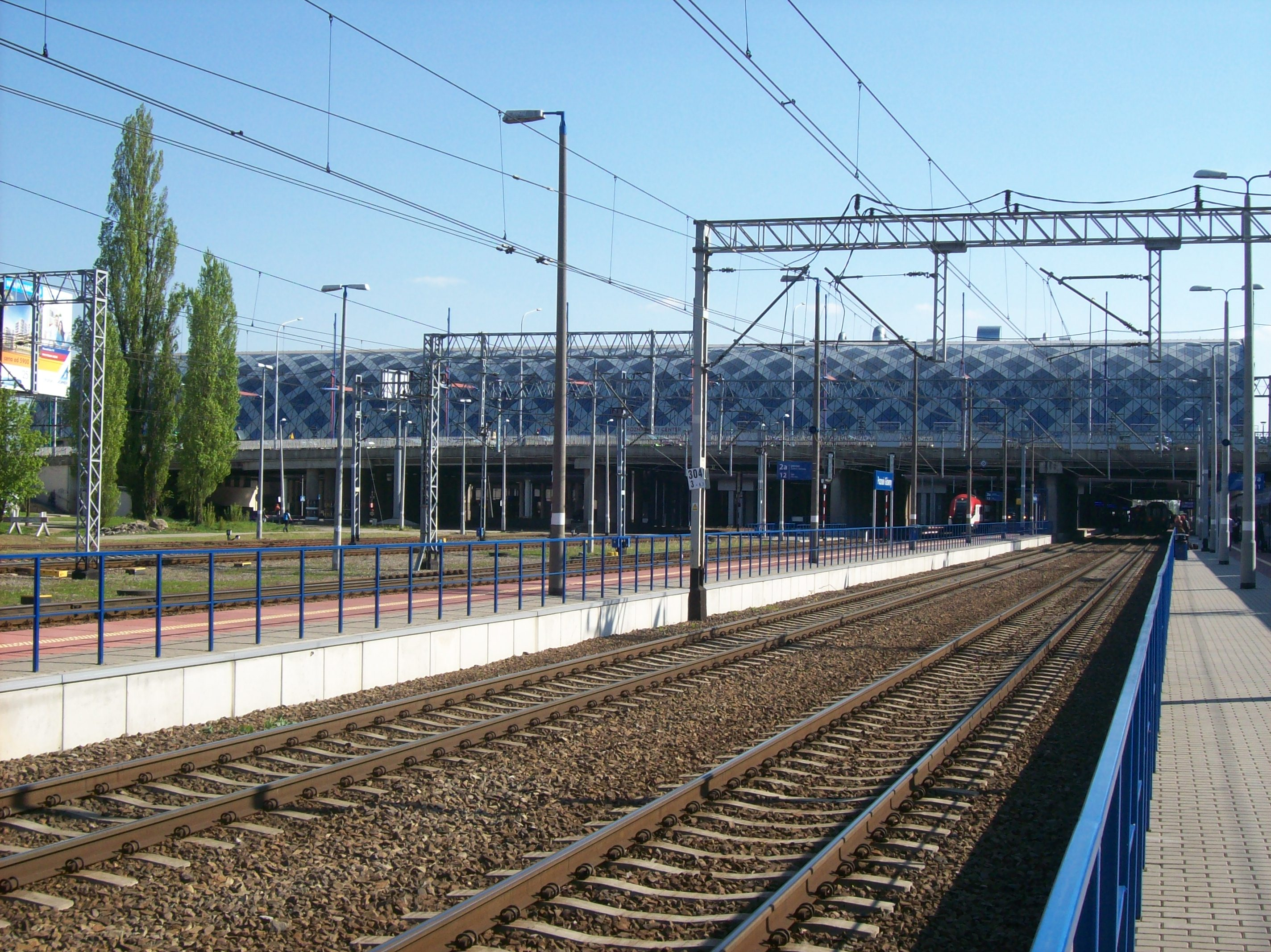
Dworzec kolejowy Poznań Główny od strony peronów

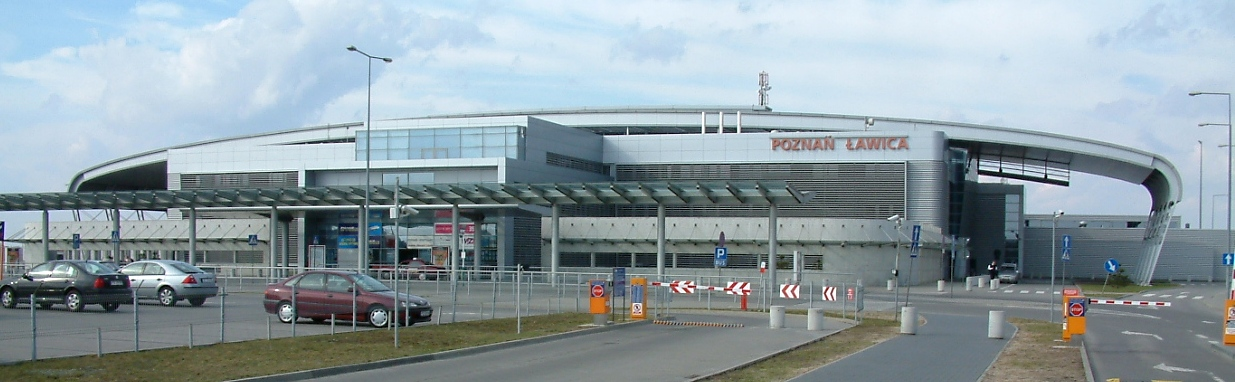
Port lotniczy Poznań-Ławica

W Wielkopolsce krzyżuje się kilka szlaków komunikacyjnych. Przez Poznań i Konin przebiega trasa z Europy Zachodniej do Rosji.
W kierunku południowym biegnie międzynarodowa trasa z Gdańska przez Poznań i Leszno do Pragi i dalej na południe Europy. Zbudowana jest tu autostrada A2, która biegnie od granicy zachodniej przez Poznań i Warszawę do Moskwy.
Głównymi węzłami kolejowymi są tutaj: Poznań, Piła, Ostrów Wielkopolski i Leszno. Pomiędzy Warszawą a Berlinem kursują pociągi EuroCity, które zapewniają szybkie połączenie komunikacyjne pomiędzy Poznaniem a Berlinem. Trasa ta została jako pierwsza w Polsce, dostosowana do europejskiego systemu szybkich przewozów.
W Poznaniu znajduje się międzynarodowy port lotniczy Poznań-Ławica.
Lotnisko powojskowe z długim betonowym pasem startowym znajduje się w Pile. W Michałkowie położonym ok. 5 km na północ od Ostrowa Wielkopolskiego znajduje się lotnisko sportowe Aeroklubu Ostrowskiego. Lotnisko posiada krótki utwardzony pas oraz lądowisko trawiaste przez co mogą tam lądować tylko niewielkie samoloty. Małe samoloty mogą również lądować na lotnisku szybowcowym w Lesznie.

### Transport drogowy
| Droga  | Trasa | Obecna długość w województwie | Uwagi |
| ------ | --- | ----------------------------- | --- |
| A2E30  | granica państwa z Niemcami – Świecko – Poznań – Łódź – Warszawa (węzeł „Konotopa”) – ... – Warszawa (węzeł „Lubelska”) – Biała Podlaska – Kukuryki – granica państwa z Białorusią                                           | 210 km                        | Istniejący odcinek: Trzciel – Dąbie |
| S5E261 | S7 (Ostróda) – Grudziądz – Bydgoszcz – Poznań – Leszno – A8 (Wrocław) | 158 km                        | W eksploatacji: - odcinek Poznań Wschód – Mieleszyn (granica województwa) - odcinek Poznań Zachód – granica województwa                                               |
| S8E67  | Wrocław (Psie Pole) – Kępno – Sieradz – A1 (Łódź) – ... – A1 (Piotrków Trybunalski) – Rawa Mazowiecka – Warszawa – Ostrów Mazowiecka – Zambrów – Choroszcz S19                                                              | ok. 24 km                     | Istniejący odcinek: Syców – Kępno |
| S10    | A6 (Szczecin) – Piła – Bydgoszcz – Toruń – S7 (Płońsk) | 7,8 km                        | W eksploatacji: obwodnica Wyrzyska |
| S11    | Koszalin – Piła – Poznań – Ostrów Wielkopolski – Tarnowskie Góry – A1 | 76 km                         | W eksploatacji: - zachodnia obwodnica Poznania, - odcinek Poznań Krzesiny (A2) – Kórnik, - obwodnica Jarocina, - obwodnica Ostrowa Wielkopolskiego, - obwodnica Kępna |
| 10     | granica państwa z Niemcami – Lubieszyn – Szczecin – Stargard – Wałcz – Piła – Pawłówek – Białe Błota – Wypaleniska – Przyłubie – Toruń – Lipno – Sierpc – Drobin – Płońsk                                                   | 54 km                         | |
| 11     | Kołobrzeg – Koszalin – Piła – Poznań – Pleszew – Ostrów Wielkopolski – Kępno – Bytom | 368 km                        | |
| 12     | granica państwa z Niemcami – Łęknica – S3 (węzeł „Głogów Zachód”) – Głogów – Leszno – Pleszew – Kalisz – Sieradz – Piotrków Trybunalski – Sulejów – Radom – Zwoleń – Puławy – Lublin – Dorohusk – granica państwa z Ukrainą | 155 km                        | |
| 15     | Trzebnica – Krotoszyn – Jarocin – Września – Gniezno – Strzelno – Inowrocław – Toruń – Ostróda | 187 km                        | |
| 22     | granica państwa z Niemcami – Kostrzyn nad Odrą – Gorzów Wielkopolski – Wałcz – Człuchów – Starogard Gdański – Malbork – Elbląg – Grzechotki – granica państwa z Rosją                                                       | 36,6 km                       | |
| 24     | Pniewy – Gorzyń – Skwierzyna – Wałdowice | 30 km                         | |
| 25     | Bobolice – Bydgoszcz – Inowrocław – Strzelno – Konin – Kalisz – Ostrów Wielkopolski – Oleśnica | 149 km                        | |
| 32     | granica państwa z Niemcami – Gubinek – Zielona Góra – Sulechów – Wolsztyn – Grodzisk Wielkopolski – Stęszew | 65,3 km                       | |
| 36     | Prochowice – Lubin – Rawicz – Krotoszyn – Ostrów Wielkopolski | 78,6 km                       | |
| 39     | Łagiewniki – Strzelin – Brzeg – Namysłów – Kępno | 24,1 km                       | |
| 72     | Konin – Turek – Łódź – Rawa Mazowiecka | 48,6 km                       | |
| 83     | Turek – Sieradz | 25,6 km                       | |
| 92     | 2 Rzepin – Świebodzin – Trzciel – Pniewy – Poznań – Września – Słupca – Konin – Koło – Kutno – Łowicz – Warszawa – ... – Mińsk Mazowiecki                                                                                   | 244,5 km                      | Dawna droga krajowa nr 2 |

... – brak ciągłości drogi

#### Tabor kolejowy
Województwo wielkopolskie jest właścicielem 73 pojazdów szynowych, z których stanowią 44 elektrycznych zespołów trakcyjnych oraz 27 spalinowych zespołów trakcyjnych i autobusów szynowych, których zakup dokonał Urząd Marszałkowski oraz samorządowy przewoźnik Koleje Wielkopolskie. Przewoźnikiem obsługującym tabor należący do województwa wielkopolskiego są Koleje Wielkopolskie oraz Polregio, które obsługuje trzy SA108 należące do UM.
21 października 2021 roku Koleje Wielkopolskie zdecydowały się na zakup dwóch kolejnych 36WEhd w ramach prawa opcji. Ich dostawa ma nastąpić jesienią 2023 roku.
| Seria   | Typ           | Numery                                   | Liczba | Producent   | Własność             | Użytkownik           | Źródło                      |
| ------- | ------------- | ---------------------------------------- | ------ | ----------- | -------------------- | -------------------- | --------------------------- |
| EN57AKW | Pafawag 5B/6B | 1025, 1031, 1062, 1412, 1413, 1434, 1502 | 7      | Pafawag     | UM                   | Koleje Wielkopolskie |                             |
| EN57AL  | Pafawag 5B/6B | 1027, 1061, 1141, 1804, 1805             | 5      | Pafawag     | UM                   | Koleje Wielkopolskie | [ 28 ]                      |
| EN76    | 22WEa         | 026 ÷ 047                                | 22     | Pesa        | UM                   | Koleje Wielkopolskie | [ 28 ]                      |
| 48WE    | 48WE          | 001 ÷ 010                                | 10     | Pesa        | Koleje Wielkopolskie | Koleje Wielkopolskie |                             |
| 48WEb   | 48WEb         | 019 ÷ 023                                | 5      | Pesa        | Koleje Wielkopolskie | Koleje Wielkopolskie | [ 29 ] [ 30 ] [ 31 ]        |
| SA105   | 213M          | 001 ÷ 002                                | 2      | ZNTK Poznań | UM                   | Koleje Wielkopolskie | [ 32 ]                      |
| SA108   | 215M          | 001 ÷ 003, 010                           | 4      | ZNTK Poznań | UM                   | Koleje Wielkopolskie | [ 28 ]                      |
| SA108   | 215M          | 004 ÷ 005, 007                           | 3      | ZNTK Poznań | UM                   | Polregio             |                             |
| SA132   | 218Ma         | 001, 003 ÷ 004, 008 ÷ 011, 013 ÷ 015     | 10     | Pesa        | UM                   | Koleje Wielkopolskie | [ 28 ] [ 33 ] [ 34 ]        |
| SA134   | 218Md         | 008, 010                                 | 2      | Pesa        | UM                   | Koleje Wielkopolskie | [ 28 ]                      |
| SA139   | 223M          | 007 ÷ 009                                | 3      | Pesa        | UM                   | Koleje Wielkopolskie | [ 35 ] [ 34 ] [ 36 ] [ 37 ] |
| 36WEhd  | 36WEhd        | 003 ÷ 006                                | 4 z 6  | Newag       | Koleje Wielkopolskie | Koleje Wielkopolskie | [ 38 ] [ 39 ] [ 27 ]        |

### Transport lotniczy
- port lotniczy Poznań-Ławica[40]

## Nauka i oświata

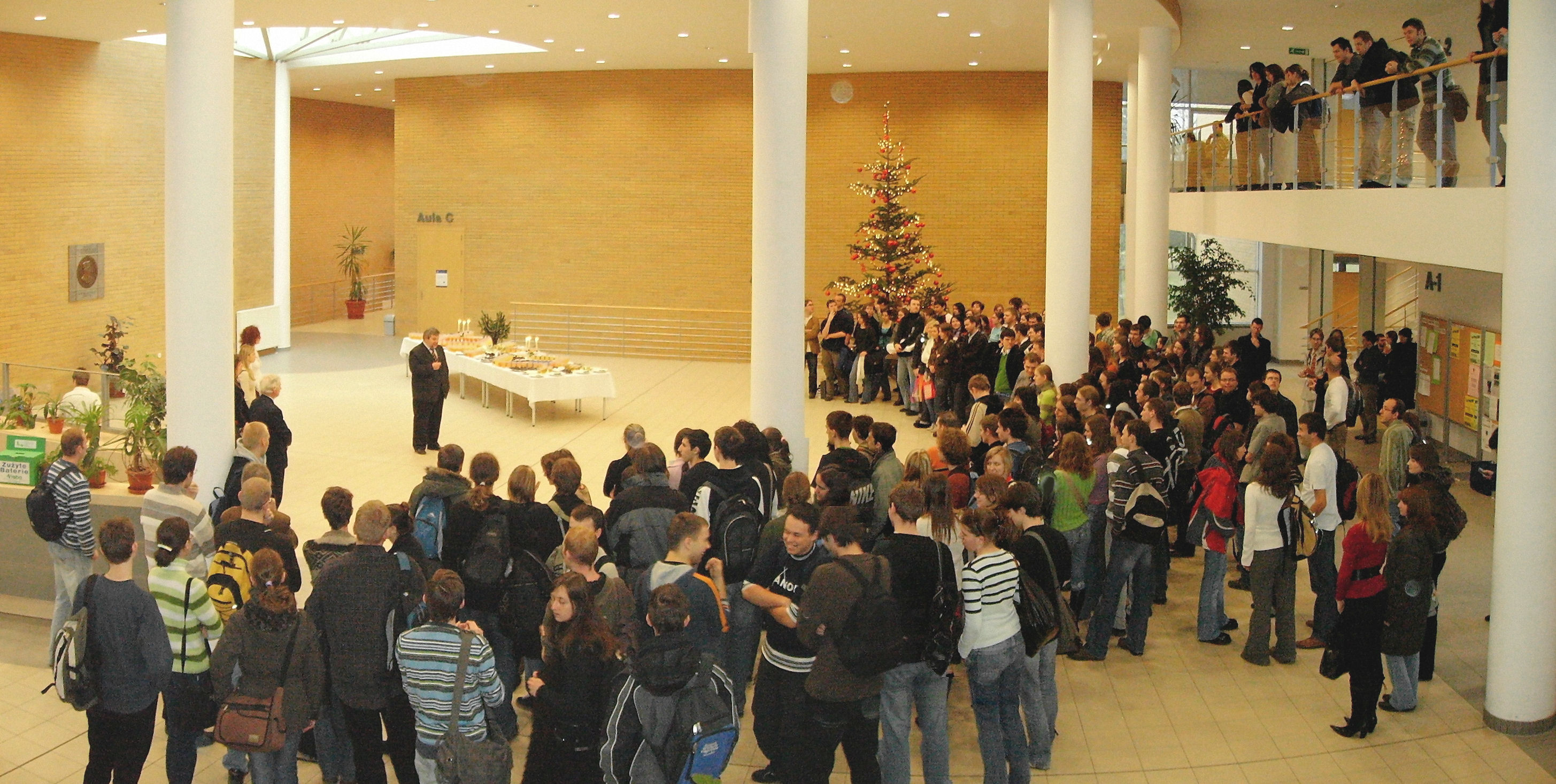
Studenci na Uniwersytecie im. Adama Mickiewicza w Poznaniu

W 2012 w województwie wielkopolskim działało 39 szkół wyższych, w których studiowało 159,4 tys. osób. Największą szkołą wyższą jest Uniwersytet im. Adama Mickiewicza w Poznaniu, na którym według danych z 31 grudnia 2020 studiowało 37 116 osób.

## Bezpieczeństwo publiczne
W województwie wielkopolskim działa centrum powiadamiania ratunkowego, które znajduje się w Poznaniu i które obsługuje zgłoszenia alarmowe kierowane do numerów alarmowych 112, 997, 998 i 999.